# Korvajärvi (sjö i Jalasjärvi, Södra Österbotten)
Korvajärvi är en sjö i kommunen Jalasjärvi i landskapet Södra Österbotten i Finland. Sjön ligger 143,5 meter över havet. Arean är 74 hektar och strandlinjen är 4,8 kilometer lång. Sjön  ingår i Kyro älvs huvudavrinningsområde.   Den ligger omkring 42 kilometer söder om Seinäjoki och omkring 280 kilometer norr om Helsingfors. 